# 小金井公園
小金井公園（日语：／）是橫跨東京都小金井市、小平市、西東京市、武藏野市的東京都立都市公園（廣域公園）。正式名稱為東京都立小金井公園（日语：／）。 

## 概要

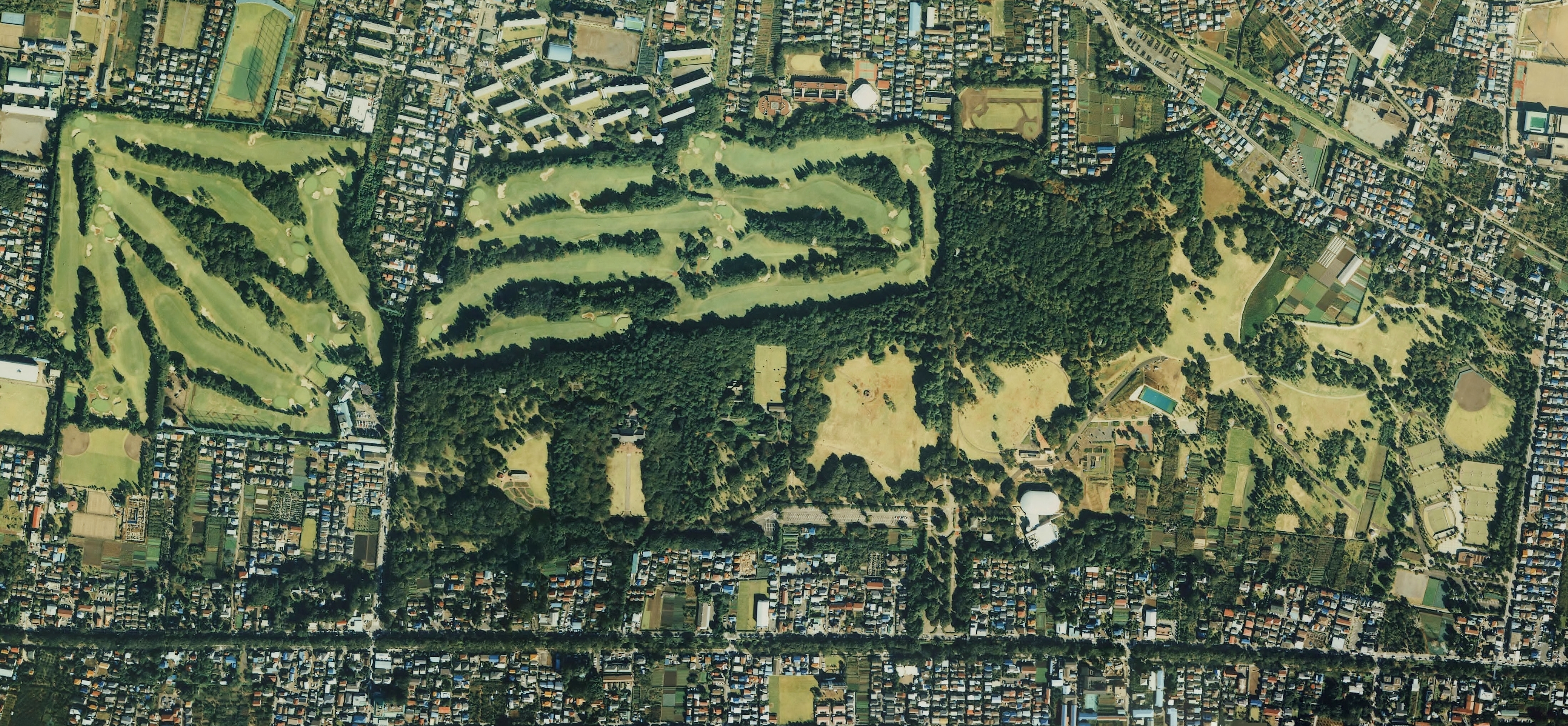
小金井公園空拍圖。公園西北側的高爾夫球場是小金井鄉村俱樂部。1989年拍攝。
。

面積約80公頃，為日比谷公園的4.8倍、上野公園的1.4倍，是都立公園中最大規模的公園。另外，東京都最大的國營昭和紀念公園面積是小金井公園的2倍。
公園西側有南北向的小金井街道（東京都道15號府中清瀨線）、南側有東西向的五日市街道（東京都道7號杉並秋留野線）通過。五日市街道旁有玉川上水流經。公園北側有高爾夫球場小金井鄉村俱樂部。
以為了紀元二千六百年紀念事業規劃的東京綠地計畫「小金井大綠地」為原形，1954年（昭和29年）1月開園。基本主題為「花與綠的寬敞空間」。園內有雜木林與草地，種植的1,800棵櫻花樹更讓本園入選日本櫻名所100選。正月時期的公園是放風箏的熱門地點，而園內的「休憩廣場」（いこいの広場）更是定期舉行跳蚤市場。

## 沿革
- 1940年（昭和15年） - 為了紀元二千六百年紀念事業（日语：紀元二千六百年記念行事）規劃小金井大綠地（日语：東京緑地計画），至翌年1941年12月為止取得90公頃用地。
- 1941年（昭和16年） - 光華殿（現江戶東京建築園遊客中心）移建。借給文部省教學局設置國民練成所。
- 1946年（昭和21年） -10月，文部省借用地移交給宮內廳，設置東宮臨時寓所、學習院中等科。
- 1949年（昭和24年）3月 - 因農地解放，失去用地138,085坪（約45.6公頃，佔整體4成）。
- 1951年（昭和26年）3月 - 宮內廳返還用地7萬坪（約23公頃）。
- 1954年（昭和29年）1月14日 - 開園（東京都告示第26號，面積8.6公頃），武藏野鄉土館（日语：江戸東京たてもの園）開館。
- 1957年（昭和32年）12月21日 - 都市計畫決定（建設省告示第1689號，148.1公頃）。
- 1975年（昭和50年）4月 - 停放保存車輛（C57形蒸氣機關車、スハフ32形客車）。
- 1986年（昭和61年）6月 - 追加開園（東京都告示第642號，69.4公頃），設置收費網球場、棒球場。
- 1989年（平成元年）6月 -  設置小金井市綜合體育館。
- 1991年（平成3年）12月 - 武藏野鄉土館閉館。
- 1993年（平成5年）3月 - 開設江戶東京建築園。
- 2004年（平成16年）4月22日 - 都市計畫決定（東京都告示第722號，146.9公頃）。

## 小金井的櫻花
過去小金井的玉川上水兩岸櫻花「小金井櫻」十分知名，每年春天吸引許多賞櫻民眾，明治天皇等皇族也曾來此賞花。1889年（明治22年），甲武鐵道（之後的中央本線）新宿－立川間通車，但小金井未設站。後來因應龐大的「小金井櫻」賞櫻人潮，1924年（大正13年）在花季增設臨時車站（之後為武藏小金井站）。玉川上水兩岸的櫻花樹是在1737年（元文2年）所種植，1924年（大正13年）依《史蹟名勝天然紀念物法》指定為名勝。但在1950年代五日市街道拓寬等因素下交通量大增，櫻花樹也逐漸枯萎。在小金井公園開園（1954年）後，逐漸取代過去的玉川上水，成為新的賞櫻名勝。

## 主要設施
博物館

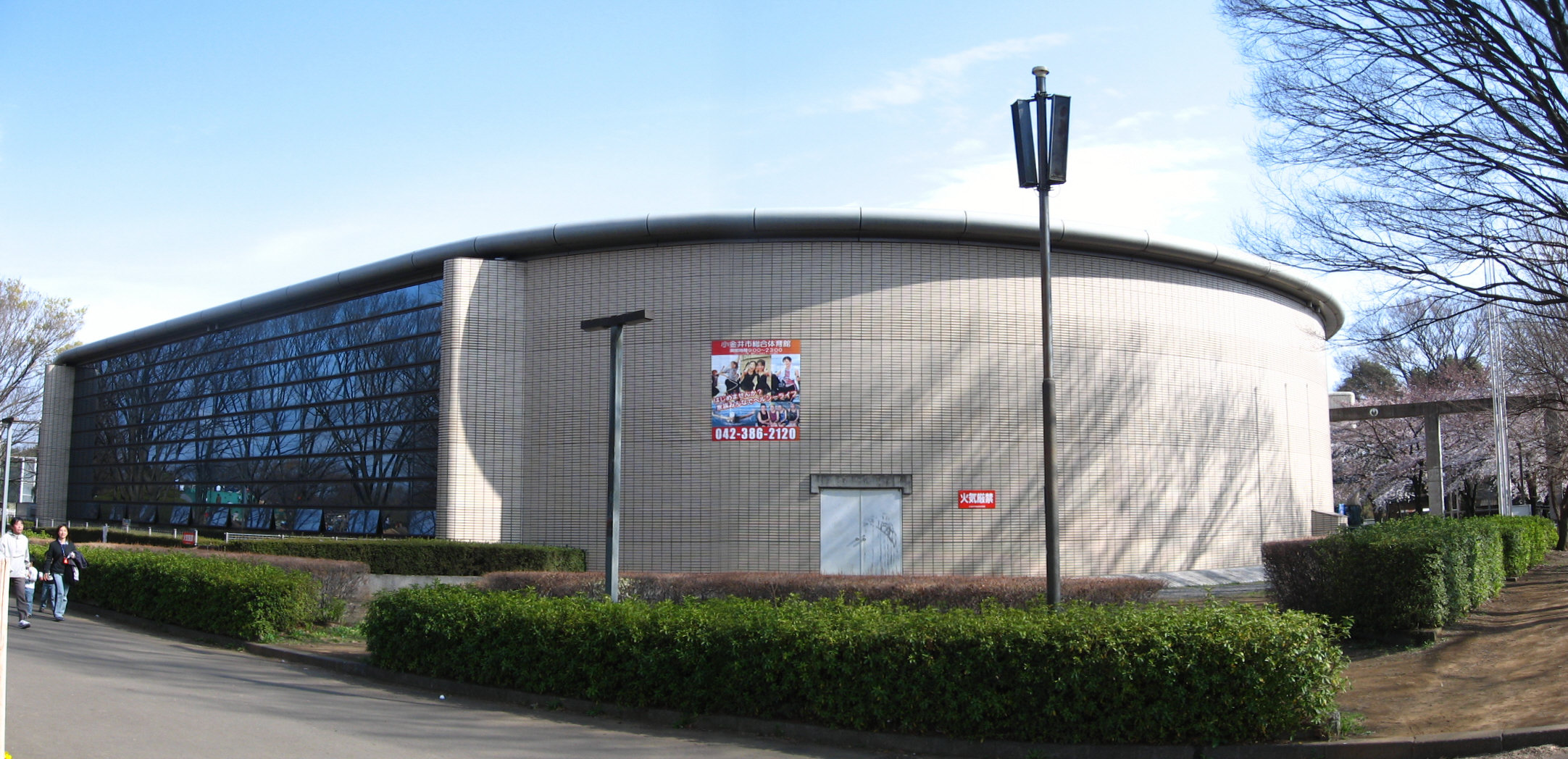
小金井市綜合體育館

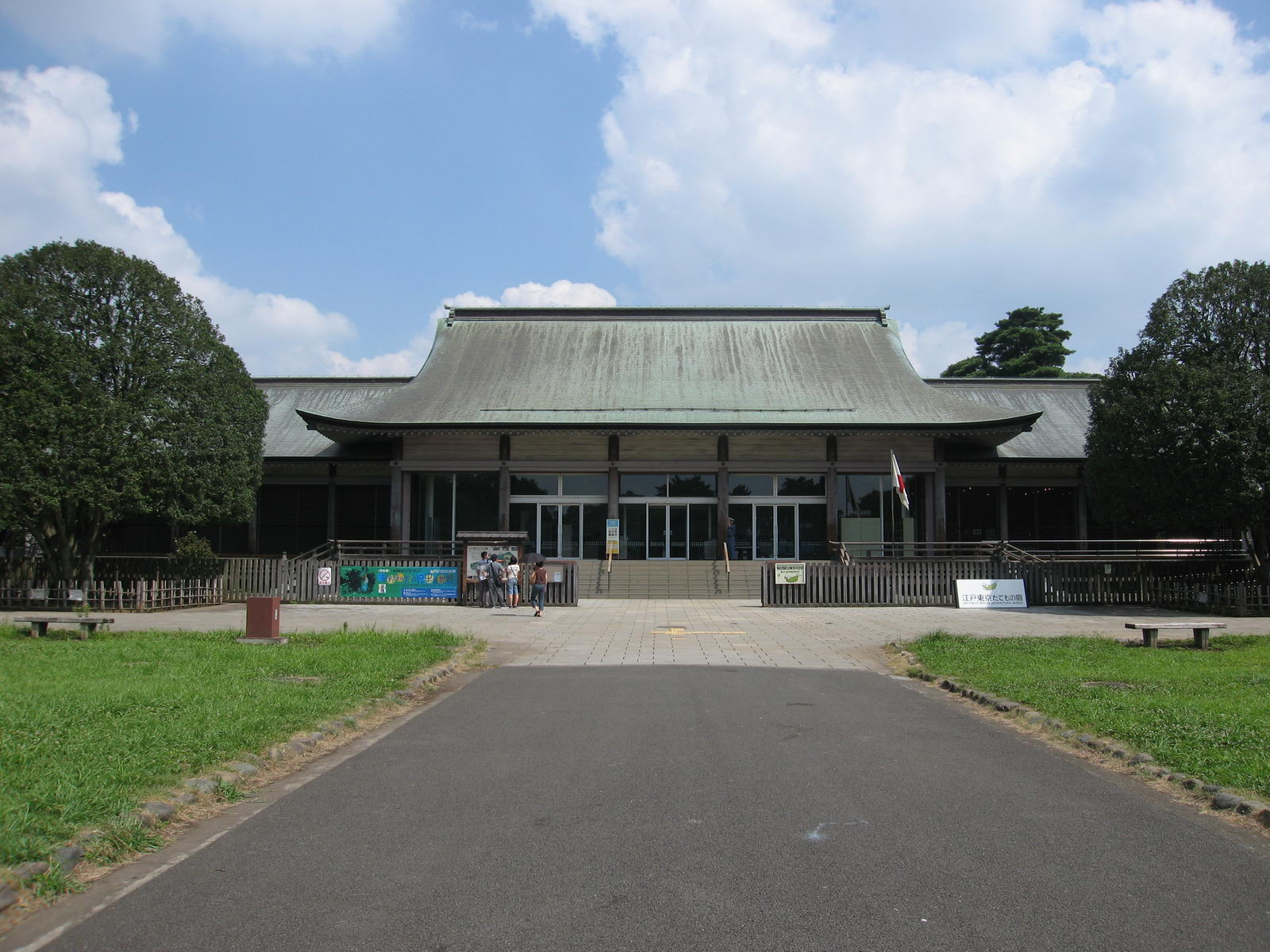
江戶東京建築園遊客中心

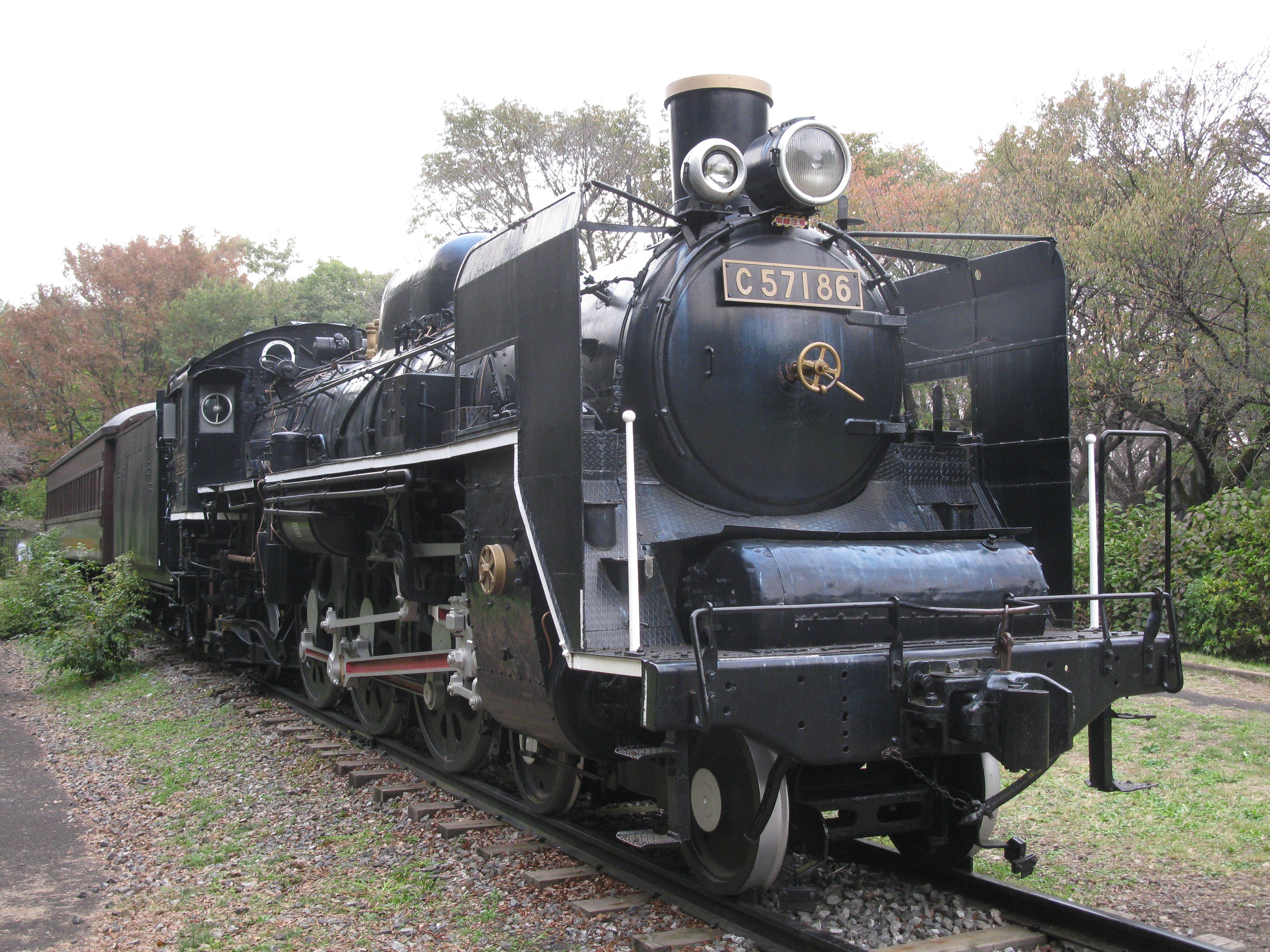
SL展示場 C57

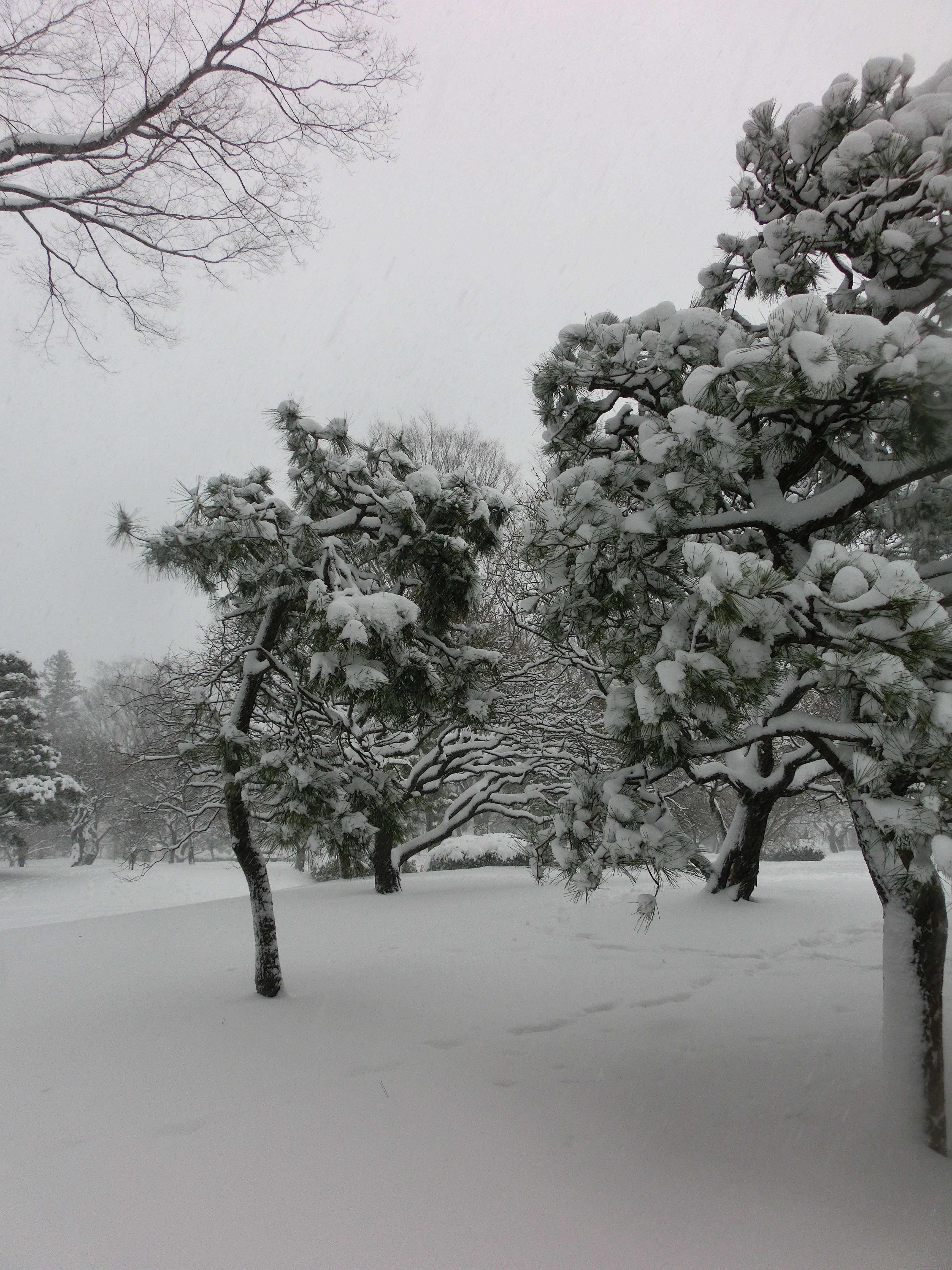
下雪的小金井公園

- 江戶東京建築園 - 保存27棟歷史建築物的室外博物館

體育設施
- 小金井市綜合體育館
- 棒球場
- 網球場
- 弓道場
- 門球場
- 滑草場（人工草皮）
- 自行車道

休閒設施
- 櫻花園 - 占地2.9公頃，種植440棵櫻花樹
- 野鳥保護區 - 枹櫟、麻櫟、赤松等構成的16公頃雜木林
- 杜鵑山廣場、休憩廣場、兒童廣場 - 草地廣場
- 烤肉廣場（尤加利廣場）
- 遛狗區

展示物
- SL展示場
  - 國鐵C57形蒸氣機關車（日语：国鉄C57形蒸気機関車）186號機與國鐵スハフ32形客車（日语：国鉄32系客車）2146。

## 主要活動
- 小金井櫻花祭 - 4月上旬

## 交通方式
- CoCo巴士（日语：CoCoバス）（小金井市）
北東部循環：武藏小金井站北口 - 東小金井站 - 關野橋 - 小金井公園入口 - 建築園入口 - 武藏小金井站北口
- 花巴士（日语：はなバス）（西東京市）
第3路線：東伏見站 - 小金井公園東 - 田無站
- 關東巴士
武藏小金井站 - 江戶東京建築園前 - 新小金井橋 - 小金井公園前 - 關野橋 - 梶野町 - 運動中心入口 - 三鷹站
花小金井站南口 - 小金井公園東口 - 武藏境站、武藏野營業所（日语：関東バス武蔵野営業所）
- 西武巴士
武藏小金井站 - 小金井公園西口 - 花小金井站入口 - 瀧山營業所（日语：西武バス滝山営業所）、東久留米站、清瀨站等
- 其他
花小金井站、武藏小金井站、東小金井站步行（自行車）等
- 公園南側與東側有兩處收費停車場。

## 外部連結
- 東京都公園協會 （页面存档备份，存于）